# Torneo Supercup 1989
Il Torneo Supercup 1989 si è svolto nel 1989, nella città di Dortmund.

## Squadre partecipanti
1. Francia
2. Germania
3. Grecia
4. Italia
5. Unione Sovietica
6. Jugoslavia

## Classifica
| Pos. | Team             |
| ---- | ---------------- |
| 1    | Jugoslavia       |
| 2    | Italia           |
| 3    | Grecia           |
| 4    | Germania         |
| 5    | Francia          |
| 6    | Unione Sovietica |